# Brodiv, Ostroh
Brodiv (în ucraineană Бродів) este un sat în comuna Ojenîn din raionul Ostroh, regiunea Rivne, Ucraina.

## Demografie
Componența lingvistică a localității Brodiv
     Ucraineană (99,49%)
     Alte limbi (0,51%)
Conform recensământului din 2001, majoritatea populației localității Brodiv era vorbitoare de ucraineană (99,49%), existând în minoritate și vorbitori de alte limbi.